# Svenska Handbollförbundet
Der Svenska Handbollförbundet (kurz SHF, deutsch: Schwedischer Handballverband) ist der nationale Dachverband des Handballsports in Schweden. Der in etwa 510 Vereinen etwa 110.000 Mitglieder zählende Handballverband wurde 1931 gegründet und ist Gründungsmitglied der Internationalen Handballföderation (IHF) und dessen europäischen Kontinentalverbandes, der Europäischen Handballföderation (EHF). Der Verbandssitz ist Stockholm.

## Geschichte
Aus dem Svenska Lekförbundet, einer Vereinigung, die sich 1918 gegründet hatte um verschiedene Freiluftspiele zu fördern und 1928 Gründungsmitglied der International Amateur Handball Federation (IAHF) war, ging der Svenska Handbollförbundet 1931 hervor.

### Welt- und Europameisterschaften in Schweden
Der schwedische Verband ist regelmäßiger Ausrichter der Handball-Weltmeisterschaft der Männer. So in den Jahren 1954, 1967, 1993, 2011 und wieder 2023, dann zusammen mit Polen. Im selben Jahr wird das Land zum ersten Mal Gastgeber der Handball-Weltmeisterschaft der Frauen sein, zusammen mit Dänemark und Norwegen. Zum ersten Mal wurde 2002 eine Handball-Europameisterschaft der Männer in Schweden veranstaltet und zum zweiten Mal 2020, diesmal zusammen mit Norwegen und Österreich. Die Frauen-EM war schon zweimal zu Gast, 2006 und 2016.

### Größte Erfolge
- Die schwedische Männer-Handballnationalmannschaft wurde viermal Weltmeister (1954 im eigenen Land, 1958 in der DDR, 1990 in der Tschechoslowakei, 1999 in Ägypten) und auch viermal Europameister (1994 in Portugal, 1998 in Italien, 2000 in Kroatien, 2002 in der Heimat). Dazu kommen vier olympische Silbermedaillen (1992 in Barcelona, 1996 in Atlanta, 2000 in Sydney, 2012 in London).
- Die schwedische Frauen-Handballnationalmannschaft erreichte bisher als beste Platzierung den zweiten Platz bei der EM 2010 bei den Nachbarn in Norwegen und Dänemark.